# Rothenbrunnen
Rothenbrunnen (en romanche Giuvaulta) es una comuna suiza del cantón de los Grisones, situada en la región de Viamala. Limita al norte con la comuna de Domat/Ems, al este y sur con Tomils, al suroeste con Cazis, y al oeste con Rhäzüns.